# Ophidascaris
 Ophidascaris  ist eine Gattung der Spulwürmer (Ascaridida), die als Parasiten bei Reptilien, gelegentlich auch bei Amphibien auftreten.

## Merkmale
Zwischenlippen (Interlabia) sind ausgebildet. Die Genitalschläuche beider Geschlechter sind auf die hintere Körperregion beschränkt. Weibchen haben zwei Uterusäste.

## Systematik
Zur Gattung gehören folgende Arten:
- Ophidascaris agkistrodontis Wang, 1979
- Ophidascaris ajgaris Khera, 1954
- Ophidascaris amucronata Schuurmans-Stekhoven, 1937
- Ophidascaris arndti Sprehn, 1929
- Ophidascaris ashi Sprent, 1988
- Ophidascaris baylisi Robinson, 1934
- Ophidascaris durissus Panizzutti, dos-Santos, Vicente, Muniz-Pereira & Pinto, 2003
- Ophidascaris excavata Hsu & Hoeppli, 1931
- Ophidascaris filaria Dujardin, 1845
- Ophidascaris infundibulicola Linstow, 1903
- Ophidascaris intorta Gedoelst, 1916
- Ophidascaris labiatopapillosa Walton, 1927
- Ophidascaris longispiculum (Oshmarin & Demshin, 1972)
- Ophidascaris macrospicula Mozgovoy & Románova, 1956
- Ophidascaris mombasica Baylis, 1921
- Ophidascaris moreliae Sprent, 1969
- Ophidascaris najae Gedoelst, 1916
- Ophidascaris niuguiniensis Sprent, 1973
- Ophidascaris obconica Baird, 1860
- Ophidascaris ochoteranai Caballero, 1939
- Ophidascaris orientalis (Wang, 1965)
- Ophidascaris papillifera Linstow, 1898
- Ophidascaris papuanus Sprent, 1973
- Ophidascaris piscatori Soota & Chaturvedi, 1970
- Ophidascaris puriensis Srivastava & Gupta, 1978
- Ophidascaris pyrrhus Johnston & Mawson, 1942
- Ophidascaris radiosa Schneider, 1866
- Ophidascaris robertsi Sprent & Mines, 1960
- Ophidascaris schikhobalovi (Mozgovoy, 1950)
- Ophidascaris sicki Freitas, 1951
- Ophidascaris solenopoion Chabaud, 1960
- Ophidascaris solitaria Linstow, 1903
- Ophidascaris trichuriformis Vaz, 1935
- Ophidascaris tuberculatum Siqueira, Panizzutti, Muniz-Pereira & Pinto, 2005